# Musikmesse
Musikmesse — міжнародний спеціалізований ярмарок музичних інструментів, музичних комп'ютерних програм, технічного забезпечення та аксесуарів, який щорічно проходить у Франкфурті-на-Майні, Німеччина.
Це міжнародна музичне подія і найбільш значуще місце зустрічі для всіх компаній, що так чи інакше відносяться до індустрії музичних інструментів та обладнання. За понад 25 років Musikmesse завоювала славу виставки номер один в області виробництва музичних інструментів (поряд з виставкою NAMM Show).
Крім музичних виробників у рамках виставки проводять свої презентації музичні навчальні заклади, продюсерські центри, дизайнерські студії, звукозаписні компанії і інші. 
Експозиція включає в себе як традиційні музичні інструменти (струнні, духові, клавішні та інші), так і сучасні електричні пристрої (гітари, синтезатори). Програмою виставки також заплановано вручення чотирьох призів (French Music Instrument Prize, The Frankfurt Music Prize, Musikmesse International Press Award і SchoolJam). 
Musikmesse проводиться паралельно з виставкою Prolight + Sound — міжнародною виставкою музичних інструментів, професійного звукового і світлового обладнання.